# Strombeek-Bever
Strombeek-Bever is een plaats in de Belgische provincie Vlaams-Brabant en een deelgemeente van Grimbergen. De deelgemeente is 4,67 km² groot en telt 15.123 inwoners. Strombeek-Bever bestaat uit het dorp Strombeek en het gehucht Bever en ligt langsheen de R0-ringweg en de A12-snelweg Brussel-Boom-Antwerpen, die het gehucht Bever scheidt van Strombeek-centrum. Strombeek grenst aan Brussel en is vergroeid met de Brusselse agglomeratie, in sterkere mate dan Bever.

## Geschiedenis
Het riddergeslacht de Strombeke wordt reeds vernoemd in de 12e eeuw. Bij de verdeling van het land van Grimbergen in 1197 wordt Strombeek aan de tak Perwijs-Vianden-Nassau toegekend, die plaatselijke heren blijven tot aan de Franse Revolutie. Bever daarentegen was steeds afhankelijk van de abdij van Groot-Bijgaarden en het kasteel van Bever, dat sinds 1748 bezit was van de graven de Villegas de Clercamp. Op het eind van het ancien régime werden zowel Strombeek als Bever een gemeente. In 1810 werden beide gemeenten samengevoegd tot de nieuwe gemeente Strombeek-Bever.
Het invoeren van de 'Ongelukswet' in 1879 en de daaropvolgende Eerste Schoolstrijd had ook voor Strombeek-Bever gedurende enkele jaren gevolgen. Zo bouwde men bijvoorbeel in de Poststraat een klaslokaal opdat zuster Martha op die locatie onderwijs zou kunnen verstrekken aan de jongens. Na de verkiezingsoverwinning van de katholieken in 1884, konden de jongens terug les volgen in de gemeenteschool.
De nabijheid van Brussel en de rechtstreekse tramverbinding (1889) zorgden ervoor dat het landelijke karakter van de gemeente geleidelijk vervaagde.
Door toedoen van Leopold II werd er in 1895 een brede laan aangelegd tussen Strombeek en Laken: de zogenaamde Meiselaan moest een prestigieuze verbinding vormen tussen het kasteel van Laken en het kasteel van Bouchout te Meise. Het kasteel van Strombeek lag ten zuiden van het dorp (op de plaats van het huidige Pastoor Claeshof) maar verdween definitief na een brand in 1917.
Door inwijking uit Brussel is dit Vlaams-Brabantse dorp ook behoorlijk verfranst: daar waar in 1846 98 % van de bevolking Nederlandstalig was, was dat honderd jaar later nog slechts 76 %. Dit heeft in de tweede helft van de vorige eeuw ook aanleiding gegeven tot politieke commotie. Mede dankzij Ernest Soens (1904-1996), die er 36 jaar burgemeester was, werd annexatie bij het tweetalige Brussel en de invoering van taalfaciliteiten vermeden. Dit gebeurde onder andere door zijn weigering om de zogenaamde talentelling uit te voeren. Hij liet ook twee Franstalige verkozenen van het FDF (Liberté et Démocratie) in de gemeenteraad uit de raadzaal verwijderen met behulp van de politie omdat zij geweigerd hadden de eed af te leggen in het Nederlands maar toch wilden deelnemen aan de verkiezing van de leden van de COO. In 1971 kreeg Ernest Soens voor zijn inzet als eerste de Orde van de Vlaamse Leeuw toegekend.
Om het Vlaams karakter van Strombeek-Bever verder te versterken werd in 1973 het Cultureel Centrum geopend, dat als cultuurcentrum fungeert voor heel Grimbergen en de noord-westrand van Brussel.
Strombeek-Bever bleef tot 31 december 1976 een zelfstandige gemeente en maakt sinds 1 januari 1977 deel uit van de fusiegemeente Grimbergen.

## Demografische ontwikkeling
- Bronnen:NIS, Opm:1831 tot en met 1970=volkstellingen; 1976 = inwonersaantal op 31 december

## Bezienswaardigheden
- Kasteel van Bever (1846) met zijn kasteelpark en de Sint-Antoniuskapel
- Hof te Bever (1928)
- Neogotische Sint-Amanduskerk uit 1869. De patroonheilige van Strombeek-Bever is Sint-Amandus.
- Pastorie met in de hofmuur de grafsteen van Hendrik van der Noot (1731 - 1827), aanvoerder tijdens de Brabantse Omwenteling
- Sint-Amandsborre met Sint-Amandskapel op de plaats van een aloude geneeskrachtige bron
- De Sint-Gerarduskapel op de Kloosterweide
- Voormalige brouwerij Drijpikkel
- Sprietmolen, een graanwatermolen uit 1742
- Psychiatrisch ziekenhuis van de Broeders Alexianen
- Kerk van de Mormoonse gemeenschap

## Natuurgebieden
- Beverbos
- Park van het Kasteel van Bever
- De Karenberg
- De Kloosterweide
- De vallei van de Tangebeek en de Bergmansbeek
- De verkeerswisselaar A12/R0

## Cultuur

### Evenementen
- Jaarmarkt: eind mei, begin juni
- Kermis: laatste drie dagen van mei
- Strombeach: laatste twee weken van augustus

## Politiek

### Voormalige burgemeesters van Strombeek
- Willem Jespers
- Willem de Dobbeleer (1799 - 1808)
- Jacobus Ludovicus de Burtin (1808 - 1813)
- Jan Frans Ghislain graaf de Villegas de Clercamp (1813 - 1820)
- Franciscus Jozef Dindal (1820 - 1824)

### Voormalige burgemeesters van Strombeek-Bever
- Filip Vanderlinden (1825 - 1836)
- Johannes graaf de Villegas de Clercamp (1836 - 1859) (hij bouwde het kasteel van Bever)
- Pieter Emmerechts (1859 - 1869)
- Léon, ridder de Burtin d'Esschenbeek (1870 - 1873)
- Alfons graaf de Villegas de Clercamp (1873 - 1903)
- Herman Otto de Mentock (1904 - 1911)
- Alfons graaf de Villegas de Clercamp (1912 - 1921)
- Antonius graaf de Villegas de Clercamp (1921 - 1932)
- Jozef Bergmans (1933 - 1939)
- Ernest Soens (1939 - 1976)

## Onderwijs
- Gemeentelijke Basisschool 't Villegastje
- Vrije Basisschool Sint-Jozef

## Sport
Tot 2002 speelde voetbalclub KFC Strombeek in Strombeek-Bever. De club was op het eind van de 20ste eeuw opgeklommen in de nationale reeksen tot in Tweede Klasse, maar verliet Strombeek en ging als FC Brussels spelen in Molenbeek, waar RWDM was verdwenen. Het voormalige FC Borgt kwam nu in Strombeek-Bever spelen, eerst als KFC Eendracht Borgt-Strombeek, later als KFC Strombeek. In 2019 werd deze voetbalclub opgeheven en vervangen door een nieuw opgerichte club, namelijk FC Strombeek 1932.

## Bekende inwoners
- Hendrik van der Noot (1731-1827), rechtsgeleerde, advocaat en politicus
- Ernest Soens (1904-1996), burgemeester van Strombeek-Bever
- Louis Emmerechts (1912-1940), reserve-luitenant bij het 2e Regiment Grenadiers
- Rina Pia (1935-2023), Vlaams zangeres
- Stan Tourné (1955- ), Belgisch baanwielrenner